# إيفل (لغة برمجة)
إيفل (بالإنجليزية: Eiffel) هي لغة برمجة كائنية التوجه، صممها برتراند ماير، وشركة إيفل سوفتوير. وضع ماير أسس اللغة في عام 1985 وصدر أول إصدار من اللغة في عام 1986.

## برنامج أهلا بالعالم
```
class

    
HELLO_WORLD

create

    
make

feature

    
make

        
do

            
print
 
(
"Hello, world!%N"
)

        
end

end

```